# Mai 1934
Cette page présente les faits marquants du mois de mai 1934.

## Événements
- Pacte franco-soviétique et tchéco-soviétique.

- 1er mai : régime catholique et corporatiste en Autriche.

- 6 mai : Grand Prix automobile de Tripoli.

- 7 mai : découverte de la perle d'Allah aux Philippines.

- 8 mai - 23 mai : Jean Batten rejoint Port-Darwin (Australie) depuis Lympne (Royaume-Uni) en 14 jours, 23 heures et 27 minutes, établissant ainsi un nouveau record féminin de vitesse sur cette distance[1].

- 9 mai (Indes orientales néerlandaises) : face à la chute des prix du caoutchouc, les Pays-Bas doivent accepter une convention internationale contingentant la production.

- 11 mai :
  - France : épuration du Parti radical-socialiste à la suite de l’affaire Stavisky.
  - Création de la Régie Air Afrique.

- 12 mai, Canada : Paul-Ernest-Anastase Forget est nommé évêque au Diocèse de Saint-Jean-Longueuil.

- 13 mai : la compagnie aérienne Americain Airways devient American Airlines.

- 15 mai : coup d’État en Lettonie : Kārlis Ulmanis, chef du parti agraire, suspend la vie parlementaire et met en place un régime autoritaire.

- 17 mai : premier vol du motoplaneur Avia 50.

- 19 mai : 
  - coup d’État militaire en Bulgarie qui met fin au régime parlementaire.
  - Premier vol du plus gros avion de l'époque le Tupolev ANT-20 Maxim Gorky .

- 20 mai : 
  - traité de Taïf. Paix entre l’Arabie saoudite et le Yémen : Le Yémen reconnaît l’annexion de l’Asir et l’Arabie saoudite reconnaît l’indépendance et l’intégrité du Yémen.
  - Grand Prix automobile du Maroc.
  - Grand Prix des Frontières.
  - Targa Florio.

- 27 mai : Avusrennen.

- 28 mai : première liaison commerciale régulière entre Paris et Buenos Aires (Mermoz).

- 30 mai : 
  - synode du Front d’opposition de l’Église confessante : le théologien Karl Barth et le pasteur Martin Niemöller prennent position contre le régime nazi.
  - 500 miles d'Indianapolis

## Naissances
- 1er mai : Cuauhtémoc Cárdenas, homme politique mexicain.
- 3 mai : Georges Moustaki, chanteur français († 23 mai 2013).
- 4 mai : 
  - Joseph Planckaert, coureur cycliste belge († 22 mai 2007).
  - Mehmet Genç, historien turc († 18 mars 2021).
- 5 mai : Henri Konan Bédié, homme d'État ivoirien, président de la République de Côte d'Ivoire de 1993 à 1999 († 1er août 2023).
- 6 mai : Hans Junkermann, coureur cycliste allemand († 11 avril 2022).
- 10 mai : Joseph Ngatchou Hagoua, homme politique camerounais.
- 14 mai : Dieter Stern, joueur d'échecs allemand († 15 septembre 2011).
- 17 mai : 
  - George Karpati,  neurologue († 6 février 2009).
  - Françoise Malaprade, artiste peintre.
- 18 mai : Marcel Herriot, évêque catholique français, évêque émérite de Soissons († 14 septembre 2017).
- 25 mai : Heng Samrin, homme politique cambodgien.
- 27 mai : Harlan Ellison, écrivain américain de science-fiction († 28 juin 2018).
- 28 mai : Les sœurs Dionne, les premières quintuplées connues, canadiennes.
- 30 mai : Alekseï Leonov, cosmonaute soviétique († 11 octobre 2019).

## Décès
- 10 mai : Hubert Krains, écrivain belge et militant wallon (° 30 novembre 1862).
- 23 mai :
  - Clyde Barrow, gangster américain (° 24 mars 1909).
  - Bonnie Parker, criminelle américain (° 1er octobre 1910).